# رود بارای
رود بارای (روسی: Барайы) یک رودخانه در یاقوتستان کشور روسیه است.